# Distrito de Apac
Apac es un distrito de Uganda ubicado al norte del país mencionado. Como otros distritos de Uganda, su nombre es igual al de su ciudad capital. Era la localización de las infames tropas del Ejército de Resistencia del Señor.
El distrito de Apac tenía una población de 368 626 habitantes en 2014.
En 2006, Apac fue dividido, se formó, de esta división, el distrito de Oyam. Éste es el distrito de donde el primer ingeniero arquitectónico en África del Este vino, Youfusa Okullo Epak.
Cinco sub-condados, Ngai, Iceme, Achaba, Minakulu y Otwal fueron afectados por el Ejército de Resistencia del Señor.